# Oxidas
Oxidas är enzym av typ oxidoreduktaser. De katalyserar en redoxreaktion där molekylärt syre (O2) är oxidationsmedel. I en sådan reaktion reduceras syre till vatten (H2O) eller väteperoxid (H2O2). 

## Oxidastest
Inom mikrobiologin används oxidastest som en del i att fenotypiskt identifiera bakteriearter. Man använder vanligen filtrerpapper indränkt med reagens som N,N,N,N´-tetrametyl-p-fenylendiamin-dihydroklorid (TMPD). Det finns också prefabricerade torra testskivor att köpa. Material från en bakteriekultur stryks ut på filtrerpapperet och vid positiv oxidasreaktion sker ett omslag till blå eller purpurblå färg inom 30-120 sekunder.